# بريغيه 14
بريغيه 14 (بالإنجليزية: Breguet 14)‏ هي قاذفة قنابل، ذات سطحين، تم تحويلها إلى طائرة نقل بريد ونقل للركاب. أنتجت في 1916 بفرنسا. من صناعة بريغيه للطيران. كان أول طيران لها في نوفمبر 21, 1916. دخلت الخدمة في 1917، صنع منها 7,800 طائرة.

## المستخدمون
- سلاح الجو الملكي التايلاندي